# La Mine Bleue
Ne doit pas être confondu avec Crayon bleu.
La Mine Bleue est un site touristique industriel de l'Anjou, situé sur la commune de Noyant-la-Gravoyère, en Maine-et-Loire. Le site est situé sur l'ancienne exploitation des ardoisières de la Gatelière.

## Historique

### La Gatelière

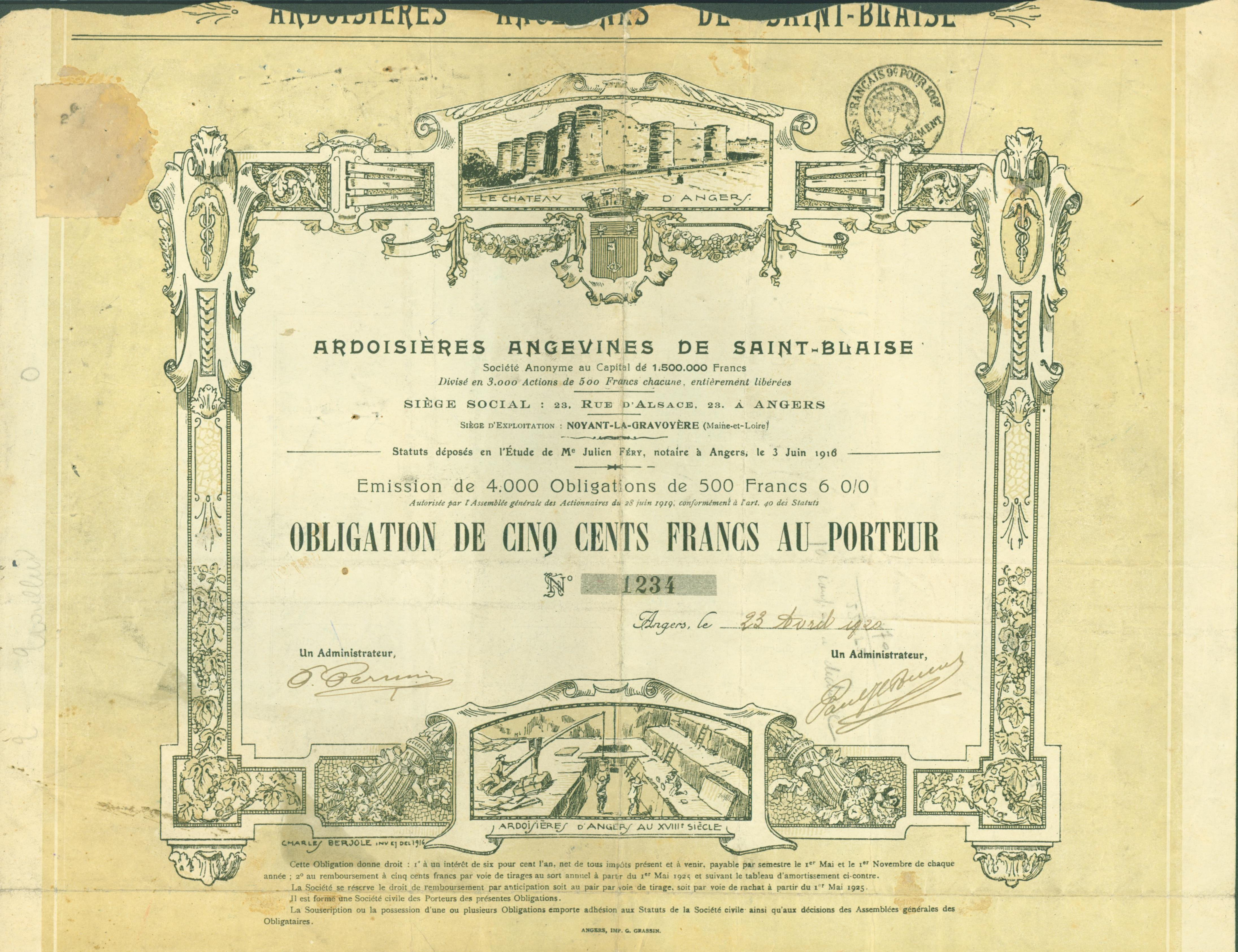
Obligatione de l'Ardoisières Angevines de Saint-Blaise en date du 23 avril 1920

Chronologie du site de La Gatelière :
- 1916 : le 30 mai, la société des « Ardoisières Angevines de Saint-Blaise » est créée.
- 1920 : on accorde aux mineurs le bénéfice de la sécurité sociale et le droit à la retraite à 55 ans, après 30 ans de service.
- 1924 : la société des « Ardoisières Angevines de Saint-Blaise » réoriente les travaux miniers vers l’Ouest-Nord-Ouest, en terrain sain.
- 1927 : 94 ouvriers travaillent au fond et 200 sur la butte dont 140 fendeurs.
- 1930 : la technique des chambres à sciage devient la méthode principale d’extraction.
- 1935 : l’ardoisière connaît son record de production : 620 tonnes d’ardoises fabriquées pour le marché britannique.
- 1936 : le 25 juillet, le site de la Gatelière ferme ses portes pour cause de faillite de la banque « Bougère Fils et Pousset », principal actionnaire.

### Création de la Mine Bleue

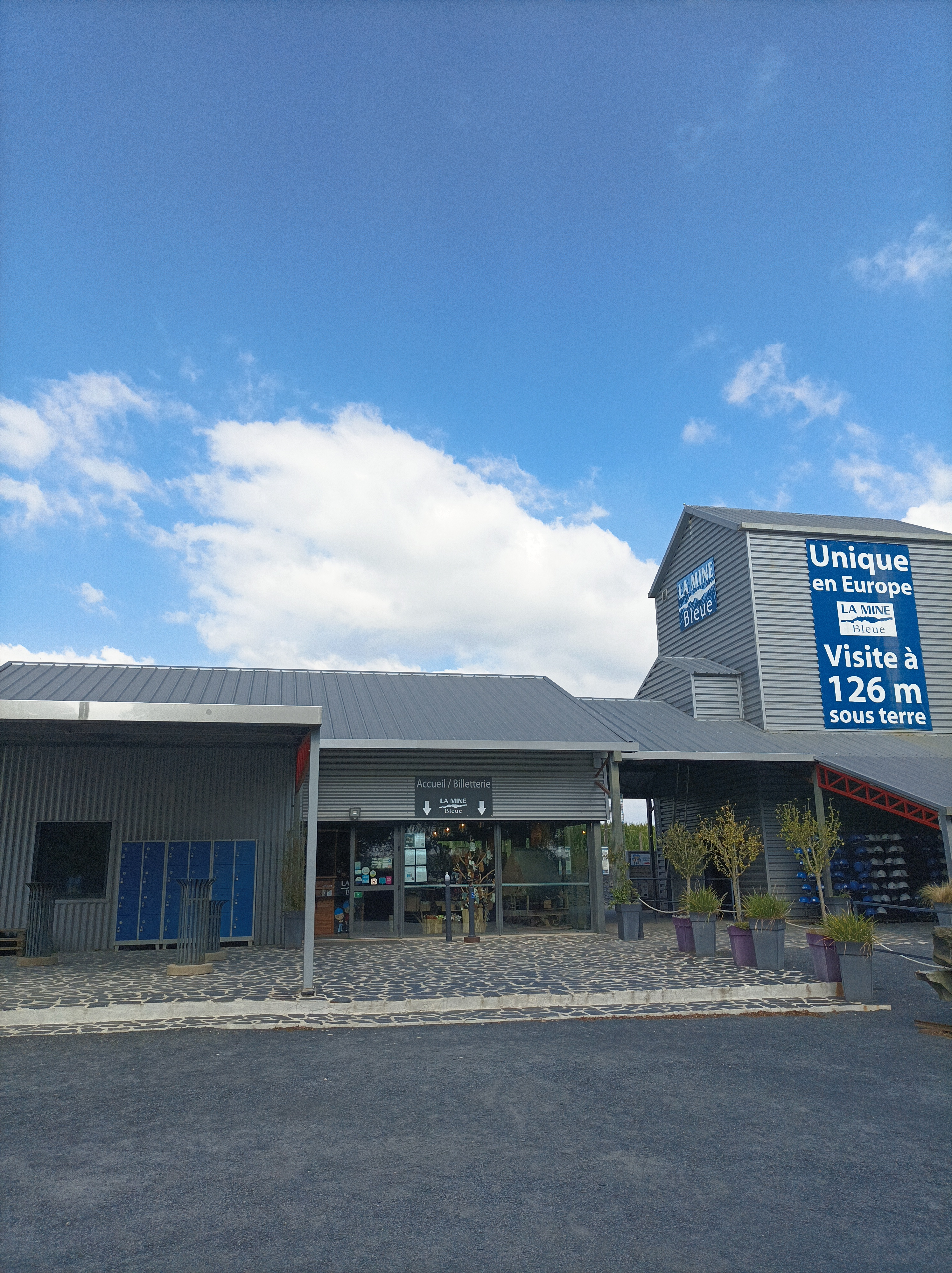
Accueil de La Mine bleue en 2024.

À la suite de la cessation d’activité des mines de fer et des ardoisières de 1985 à 1986, plus de 300 licenciements sont prononcés. La commune de Noyant-la-Gravoyère acquiert l'ensemble et décide de rouvrir le site de la Gatelière avec la participation d'anciens mineurs et de bénévoles pour en faire un lieu touristique « La Mine Bleue » proposant notamment la visite des mines à 126 m sous terre. Elle ouvre ses portes en 1991 et attire 100 000 visiteurs.

### Reprises de l'activité touristique
Les coûts de gestion associés à la difficulté à renouveler l'attractivité du site entraîne sa fermeture en 1999. En 2004, le syndicat de pays « Pays du Haut-Anjou Segréen » fait un appel d’offres pour relancer le site de la Mine Bleue. La société FD Tourisme propose un dossier de reprise. Elle est choisie parmi 10 candidats. Le site rouvre en 2007. 
Fin 2013, FD Tourisme cesse son activité mais le site poursuit son activité jusqu'au 31 décembre 2013. Cependant, le président du Pays de l'Anjou bleu, Pays segréen et maire de Segré, déclare que le site continuera son activité « sous la responsabilité du Pays ». La fréquentation constatée en 2015 était de 40 000 visiteurs par an. En 2024, 46 317 personnes ont visité le site.